# Motor Girl
Motor Girl és una sèrie de còmics escrita i dibuixada per Terry Moore, iniciada el 2016 i publicada de manera independent sota el seu segell Abstract Studio.
Inicialment es va serialitzar en deu números entre novembre de 2016 i novembre de 2017, amb nous lliuraments amb aproximadament sis setmanes de diferència. Des de llavors, s'ha recopilat en dos volums de tapa tova que contenen cinc números cadascun, publicats al maig i desembre de 2017, i una única edició «òmnibus» el març de 2018.
La història barreja comèdia-drama i ciència-ficció; tracta sobre Sam, una veterana de la guerra de l'Iraq amb trastorn per estrès posttraumàtic. Treballa sola en un dipòsit de ferralla de cotxes al desert de Nevada i té converses amb el seu amic imaginari Mike, un goril·la que parla. Quan s'assabenta que la propietària del dipòsit podria vendre'l, comença a veure simpàtics extraterrestres visitant el lloc. Quan el possible comprador amenaça els extraterrestres, Sam s'hi resisteix.
La sèrie va rebre crítiques generalment positives. Els crítics van assenyalar com de diferent és el to de Motor Girl dels còmics anteriors de Moore. El final va ser elogiat per estar ben planificat.

## Argument
Com a marine, Samantha "Sam" Lockyear va servir en tres missions a la guerra de l'Iraq, va sobreviure a dos atacs amb IED i va passar molt de temps sent torturada com a presonera de guerra. Des que va tornar a casa, viu i treballa arreglant cotxes al desballestador de Libby, situat en una part remota d'un desert del sud-oest dels Estats Units. A causa de la seva experiència bèl·lica, pateix un trastorn d'estrès posttraumàtic, forts mals de cap i té problemes d'adaptació a la societat com a civil. Es passa els dies parlant amb Mike, el seu amic imaginari, un enorme goril·la que ha creat la seva ment per fer front als traumes experimentats durant la guera. Mike vesteix i parla com una persona, l'ajuda a passar l'estona més fàcilment i li dona consells; tot i així, només Sam pot veure'l.
Tant Mike com Libby, una dona gran adorable, aconsellen a Sam que busqui tractament, cosa que ella rebutja, ja que és probable que la presència tranquil·litzadora de Mike estigui relacionada amb la causa de les seves migranyes. Una tarda, la Libby passa per allà per fer-li saber a Sam que un home ric s'ha ofert a comprar la propietat; Sam haurà de tornar a canviar d'estil de vida, i no s'hi veu preparada; Libby, però, no vol fer el pas si Sam no n'està convençuda que també és el millor per ella. Aquella nit, un plat volador experimenta problemes amb el motor i s'estavella al desballestador. Sam creu que és una al·lucinació, però Mike actua amb naturalitat i ella finalment segueix la veta i repara el motor de l'OVNI, alhora que fa amistat amb un extraterrestre a qui decideix anomenar Bik. Ràpidament s'escampa entre els alienígenes la fama dels excel·lents serveis de Sam, cosa que converteix el seu petit garatge en un punt calent de naus espacials alhora que crida l'atenció d'un investigador de l'Àrea 51
L'hipotètic comprador és un científic del govern anomenat Walton que ha desenvolupat una arma capaç d'enderrocar els ovnis i vol el terreny a causa de la gran quantitat d'activitat extraterrestre a la zona, amb la ferma pretenció de capturar els alienígenes. Quan Libby s'hi nega, l'home contracta dos mercenaris, en Victor i en Larry, perquè la forcin a canviar d'opinió. Sam els atura, trencant el nas d'en Larry. Després d'uns quants intents més de coacció, en Victor i en Larry s'assabenten que Sam és una veterana de guerra i lamenten haver-li causat problemes. Sam es desploma i la Libby la porta a un hospital, on s'assabenten que encara té una mica de metralla al cervell; la seva situació clínica es deteriora ràpidament i corre el risc de morir si no se li elimina, però fer-ho farà que Mike se'n vagi.
Quan Walton captura un extraterrestre, Sam, Victor i Larry decideixen alliberar-lo. Quan posen el seu pla en acció, un gran nombre de plats voladors baixen i ataquen. Walton és assassinat. Durant la batalla, Sam comença a al·lucinar i s'imagina de nou a l'Iraq. Quan s'adona que el que està passant és impossible, es desperta a l'habitació d'un hospital. La Libby explica com Sam es va desmaiar en sentir que el dipòsit de ferralla podia vendre's, i des de llavors ha estat a l'hospital. Walton, els mercenaris i els extraterrestres eren una seqüència de somnis. Quan Sam surt de l'hospital, decideix tornar a la societat.

## Estil
Per a Motor Girl, Terry Moore adopta un estil semblant als seus treballs anteriors, caracteritzats per un dibuix en blanc i negre amb l'ús de traços nets, una alternança entre comèdia i drama on els elements fantàstics són només un pretext per explorar les històries personals, i el focus en protagonistes femenines independents i naturals, ja siguin dones joves boniques com Sam o més grans i menys maques, com Libby.
Però l'obra divergeix en el seu ús de la comèdia, molt més orientada cap al slapstick, sobretot en contrast amb la seva obra anterior, Rachel Rising, més fosca i intensa; en una entrevista per al lloc Comic Book Resources, l'autor explica que havia de dibuixar alguna cosa més lleugera després de Rachel Rising, i que va utilitzar un pinzell i un paper aspre per donar un aspecte de cartoon a l'obra. També va declarar per al diari Le Soir que el seu important ús de la comèdia per parlar dels traumes de la guerra actua com un "globus d'esperança" i que "si podem riure avui, podem trobar una vida normal demà".
Aquest humor acompanya una narració de vegades surrealista i caòtica, intercalada amb nombrosos flashbacks de Sam sobre la guerra de l'Iraq, i on la frontera entre la realitat i les quimeres s'esfondra per empènyer el lector a preguntar-se quina part de la història és producte de la imaginació de la protagonista o no.

## Publicació

### Història
Terry Moore va començar a desenvolupar el concepte ja el 2007; va tenir la idea original de Motor Girl després de completar la seva sèrie Strangers in Paradise i la va reprendre en finalitzar la seva sèrie Echo, que és quan va dur a terme el projecte. L'autor va dissenyar-ne els primers esborranys el 2007, que era una mecànica i un goril·la muntant una motocicleta amb el rerefons d'una benzinera i motos; la història tractava aleshores d'una cursa de motos amb l'objectiu de guanyar diners. Moore volia fer una història tipus Calvin i Hobbes, que impliqués un amic imaginari. Quan Brian Miller, amic seu, va veure el dibuix, va fer broma dient-li que ell compraria un còmic que contingués aquests elements, però la idea va romandre a la ment de Moore i va anar-la desenvolupant mica en mica.
Després de completar la seva sèrie Echo el 2011, Moore va voler treballar a Motor Girl, però quan un altre creador li va explicar que ja estava treballant en una sèrie amb una premissa similar, anomenada Motor Girl, Moore va optar per treballar en Rachel Rising i va incloure alguns elements del personatge original de Motor Girl en Jet, un personatge secundari d'aquell còmic. Quan Rachel Rising va concloure el 2016, l'altre dibuixant no havia seguit amb la idea i el seu còmic mai no va veure la llum, de manera que Moore va decidir continuar tirar endavant amb el seu projecte. Però la història original ja no li convenia a l'autor, la considerava massa senzilla; afectat pels atemptats de l'11 de setembre de 2001, també s'interessa pels veterans de la guerra de l'Iraq, i en particular pel paper de les dones a l'exèrcit estatunidenc i les seves experiències com a soldades. A continuació, explota el tema del trastorn per estrès posttraumàtic i s'inspira en la tira còmica de Calvin i Hobbes per al personatge de Mike.
El primer número es va publicar el 2 de novembre de 2016; els nous números es van publicar amb aproximadament sis setmanes de diferència, i la sèrie va concloure amb el número 10 el novembre de 2017.
La sèrie es va reimprimir en dos volums en tapa tova que recollien cinc números cadascun. El primer es va publicar el març de 2017, seguit del segon al desembre. El març de 2018 va sortir al mercat un «òmnibus» d'un sol volum en tapa tova i dura juntament amb una versió de tapa dura d'edició especial limitada a 1.000 còpies que només estava disponible directament a través de Moore.
Finalment, Moore vincula Motor Girl amb els seus treballs anteriors, que tenen lloc tots en el mateix univers de ficció, el «Terryverse»; així, Libby, la propietària del dipòsit de ferralla, ja apareixia amb un paper menor en el primer treball còmic de Moore, Strangers in Paradise, on era la tia de Francine, o de nou Walton treballa per a una branca de Cerenh, el laboratori sota contracte amb l'exèrcit estatunidenc a Echo; fins i tot els dos extraterrestres divertits, Bik i Beep, apareixien en obres antigues de Moore. Els personatges van fer un cameo a la sèrie del 2018 Strangers in Paradise XXV, obra que va servir de pròleg de Five Years i que narra una història amb tons èpics que requereix la intervenció de diverses heroïnes i personatges creats per l'autor, necessaris per salvar el món de l'arma definitiva descrita en un antic papir de la bíblica Lilith.
L'autor va treballar sol a la sèrie. Aquesta estava prevista inicialment per a sis o vuit números, però finalment va arribar als deu, publicats entre novembre de 2016 i novembre de 2017 per Abstract Studio, el segell de Moore.

### Edició
Els deu números de què consta la sèrie, publicats originalment entre el novembre de 2016 i el novembre de 2017, estan recollits en dos volums enquadernats en tapa tova de cinc números cadascun. El primer es subtitula Real Life i el segon No Man Left Behind, i es van publicar respectivament el maig i el desembre del 2017. Posteriorment se'n va publicar una edició completa («òmnibus») en tapa dura, el març de 2018.
| Núm. | Data de publicació | Puntuació | Vendes estimades |
| ---- | ------------------ | --------- | ---------------- |
| #1   | Novembre 2016      | 8,6       | 11.587 exemplars |
| #2   | Desembre 2016      | 10,0      | 8.819 exemplars  |
| #3   | Gener 2017         | 8,5       | 8.458 exemplars  |
| #4   | Març 2017          | 9,0       | 7.481 exemplars  |
| #5   | Abril 2017         | 7,0       | 7.063 exemplars  |
| #6   | Maig 2017          | 9,5       | 6.790 exemplars  |
| #7   | Juliol 2017        | 7,0       | 6.596 exemplars  |
| #8   | Agost 2017         | 8,0       | 6.483 exemplars  |
| #9   | Octubre 2017       | 9,5       | 6.234 exemplars  |
| #10  | Novembre 2017      | 9,5       | 5.879 exemplars  |

| Núm. | Títol                          | Format          | Material recopilat | Data de publicació | ISBN          |
| ---- | ------------------------------ | --------------- | ------------------ | ------------------ | ------------- |
| 1    | Motor Girl. Real Life          | Tapa tova (TPB) | Números 1–5        | Maig de 2017       | 9781892597632 |
| 2    | Motor Girl. No Man Left Behind | Tapa tova (TPB) | Números 6–10       | Desembre de 2017   | 1892597659    |
|      | Motor Girl. Omnibus            | Tapa dura       | Números 1–10       | Març de 2018       | 1892597683    |

## Acollida
El primer número va debutar amb crítiques positives, amb una mitjana de 8,6/10 basades en sis ressenyes crítiques segons l'agregador de ressenyes Comic Book Roundup. El conjunt de la sèrie va ocupar el lloc número 13 dels 15 còmics més importants d'io9 del 2017. Jordi T. Pardo, de Zona Negativa, la valorar amb un 8,3, havent-li atorgat un 9 pel dibuix i un 8 tant pel guió com per l'interès, i va fer-ne un paral·lelisme amb Tank Girl, el còmic d'Alan Martin i Jamie Hewlett en el qual els seus protagonistes, Rebecca Buck i el seu xicot Booga, un cangur mutant, viuen aventures surrealistes.
Franck Guigue, per a BDZoom, va descriure la sèrie com "Una delícia, commovedora, perquè combina acció, humor i reflexió, sobre un tema fonamental als Estats Units d'avui"; Marc Vandermeer per a Actua BD, va declarar que es tractava d'una "història humorística finament elaborada però igualment una obra commovedora i humana", Pauline Croquet, de la premsa generalista, per a Le Monde va dir que l'obra oferia "una història el dibuix de la qual, tot en línies clares i diàlegs casuals, ofereix una dramatúrgia solar i una aventura interior, portada per una part d'ombra i misteri", mentre que Seze Richard per Valeurs actuelles va explicar que la història és “improbable, de vegades llarga, tant convencional com original”.
Andrea Antonazzo, a Fumettologica, va destacar l'alegria i la lleugeresa de la sèrie com els seus punts forts i l'habilitat de Moore per alternar els registres dramàtic i còmic "deixant que sovint s'entrecreuin amb gran practicitat", i va considerar Motor Girl «una lectura agradable i apassionant, que ens submergeix en un món imaginatiu però que permet entreveure molts cops una (aspra) realitat, de la qual qualsevol -com la protagonista, però potser d'una manera menys aventurera- tard o d'hora ha intentat deslligar-se». Alejandro Martínez, de Es la hora de las tortas, va lloar la sèrie, afirmant que oferia «una expressivitat gràfica al·lucinant, un disseny de personatges sublim i uns meravellosos diàlegs» i que havia estat capaç de condensar tota la història en només deu revistes i utilitzant referències visuals «molt potents»; en la seva crítica, la va qualificar com a «una història divertida, amb un dibuix expressiu, detalls narratius que toquen el lector i una capacitat d'emocionar que la converteixen en una obra imprescindible».
Diversos crítics van assenyalar com de diferents eren l'escriptura i l'art dels treballs anteriors de Moore. Escrivint per ComicWow, Huck Talwar va dir que la sèrie tenia un bon ritme. Hassan Otsmane-Elaou va estar d'acord en una anàlisi de l'obra d'art a Comics Alliance, on va atribuir el control del temps de Moore a la manca de col·laboradors; va continuar elogiant Mike com un dispositiu narratiu, assenyalant com la quantitat d'espai que ocupa en un panell representa el grau de malestar de Sam en l'escena. A la meitat de la sèrie, la crítica de Newsarama Kat Calamia va dir que la sèrie era bona quan "se centrava en Sam i els aspectes psicològics de la història", però va sentir que Moore no havia construït una veu forta per al grup de Walton. En una ressenya de l'últim número de Multiversity Comics, Nicholas Palmieri va dir que les revelacions d'última hora semblaven planificades i que "Motor Girl [#10] va oferir tot el que podríeu desitjar d'un número final".
Moore va rebre una nominació als premis Inkwell de 2016 després de la notorietat assolida amb Motor Girl.
La sèrie va ser traduïda a diverses llengües, com l'italià, l'alemany, el francès o el castellà.

## Obres derivades
Després de la publicació de Motor Girl, Terry Moore va desenvolupar el «Terryverse» de manera més ostensible reunint les diverses històries i heroïnes del seu univers de ficció, primer amb un renaixement de Strangers in Paradise anomenat Strangers in Paradise XXV (2018), després amb Five Years (1919), el primer crossover veritable del «Terryverse» i la resposta a les peticions dels fans des de l'aparició de Tambi Baker a Echo; Sam hi fa cameos com a guardaespatlles del personatge de Francine i els seus fills.
El febrer de 2019, Moore va anunciar que estava treballant en el guió d'una adaptació del còmic com a sèrie de televisió per a la plataforma de vídeo sota demanda Hulu, sense donar més informació.